# Cronologia da capoeira no Brasil

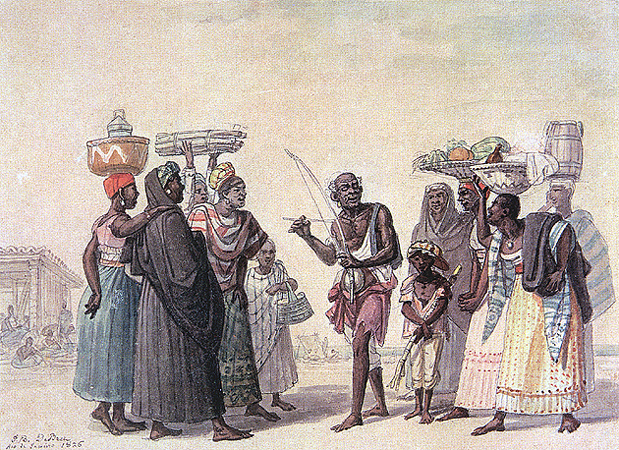
Tocador de berimbau, por Jean Baptiste Debret, 1826.

A capoeira sempre teve grande importância para a cultura brasileira por estar intimamente ligada ao seu passado de escravidão.
Abaixo segue a cronologia da capoeira no Brasil:

## Cronologia

### Do século XVI ao século XVIII
- Século XVI - Chegada da primeira leva de escravizados africanos ao Brasil, em Pernambuco, entre 1539 e 1542.[1] Ainda nesse mesmo século, chegam escravizados também na Bahia.
- Fins do século XVI - Crescimento dos quilombos no Brasil e provável início da prática do engolo, arte marcial angolana, entre os negros escravizados de origem angolana.[2][3]
- Entre 1583 e 1598 - Primeiro registro do vocábulo capoeira na língua portuguesa: Padre Fernão Cardim (SJ), na obra: Do Clima e da Terra do Brasil. Conotação: vegetação secundária, roça abandonada.
- 1624 - Início das invasões holandesas. Desorganização social do litoral brasileiro. Evasão dos escravizados africanos para o interior do Brasil. Aculturação afro-indígena. Organização de centenas de quilombos. Surgem as expressões: "negros das capoeiras", "negros capoeiras" e "capoeiras".
- Século XVIII - Primeira menção da capoeira em 25 de abril de 1789, em registros policias na prisão de Adão, pardo, escravo, acusado de ser "capoeira".[4] E um dos primeiros registros de chutes invertidos no Brasil na Bahia do século XVIII.[5]

### Século XIX
- 1809 – D. João VI criou a Guarda Real de Polícia, para seu chefe foi nomeado o major Nunes Vidigal. Perseguidor notório de capoeristas, o major Vidigal era por si só um exímio capoerista.
- 1821 –  Carta da Comissão Militar do Rio de Janeiro. enviada para Carlos Frederico de Paula, Ministro da Guerra,  requisitando o retorno dos castigos aos capoeiristas.
  - Decisão de 31 de outubro: determinou sobre a execução de castigos corporais em praças públicas a todos os negros chamados capoeiras.
  - Decisão de 5 de novembro: determinou providências que deveriam ser tomadas contra os negros capoeiras na cidade do Rio de Janeiro.
- 1822 - Decisão de 6 de janeiro: mandava castigar com açoites os escravizados capoeiras presos em flagrante delito.
- 1824 - Decisão de 28 de maio: dava providências sobre os negros denominados capoeiras.
  - Decisão de 14 de agosto: mandava empregar nas obras do dique os negros capoeiras presos em desordem, cessando as penas de açoites.
  - Decisão de 13 de setembro: declara que a portaria de número 30 do mês de agosto compreende somente escravizados capoeiras.
  - Decisão de 9 de outubro: declara que os escravizados presos por capoeiragem devem sofrer, além da pena de três meses de trabalho, o castigo de duzentos açoites.
- 1826 - O artista francês Jean Baptiste Debret retrata um tocador de berimbau em Joueur d'Uruncungo.
- 1828 – Os capoeiras, sempre tidos como marginais e desordeiros, ajudaram a conter a Revolta dos Mercenários.
- 1831 - Decisão de 27 de julho: manda que a junta policial proponha medidas para a captura e punição dos capoeiras e malfeitores.
- 1832 - Postura de 17 de novembro: proibia o jogo da capoeira: "…trazem oculto em um pequeno pau escondido entre a manga da jaqueta ou perna da calça uma espécie de punhal…"…"tomam providências contra todo e qualquer ajuntamento junto às fontes, onde provocavam arruaças e brigas; próximo a Igreja do Rosário, no Largo da Misericórdia, onde à noite as mulheres se reuniam…".
- 1834- Decisão de 17 de abril: solicita providências a respeito dos operários do arsenal de marinha que se tornarem suspeitos de andar armados (fez referência a uma acusação de assassinato feita contra um negro, e mencionou que já haviam sido dadas ordens ao chefe de polícia sobre os capoeiras).
  - Decisão de 17 de abril: dá providências a respeito dos pretos que depois do anoitecer forem encontrados com armas ou em desordens.
  - Postura de 13 de dezembro: dá mais providências contra os capoeiras.
- 1835 – Pela primeira vez é retratado o jogo de capoeira pelo alemão Johann Moritz Rugendas no livro Voyage Pittoresque dans le Brésil com as gravuras Jogar Capoeira ou Danse de la guerre e San Salvador.
- 13 de maio de 1888 - A Princesa Isabel decreta a Lei Áurea abolindo  a escravatura no Brasil.
  - Surge o primeiro livro sobre a capoeira: o romance Os Capoeiras, de Plácido de Abreu, onde aparece a primeira nomenclatura de movimentos.
- 1889 - Proclamação da República. Deportação dos capoeiras considerados criminosos para o Arquipélago de Fernando de Noronha. Nasce a proposta da ginástica nacional, como instrumento de Educação Física, a partir do reaproveitamento dos movimentos da capoeira. Esta forma desportiva foi liberada pela polícia.
- 1890 -  Decreto nº 847 de 11 de outubro de 1890. Introdução da capoeira no Código Penal da República, no Capítulo XIII "Dos Vadios e Capoeiras" em seus artigos 402, 403 e 404. Continuidade ao processo de prisão e deportação dos capoeiristas criminosos para o Presídio de Fernando de Noronha e para a Colônia Correcional de Dois Rios na Ilha Grande.
  - Apesar dos capoeristas terem um papel heroico na Revolta dos Mercenários e na Guerra do Paraguai, o Governo Republicano instaurado em 1889 continuou a política de repressão à capoeira do período Imperial, e em 1890 editou o decreto acima referido, criminalizando a prática da capoeira.

### Século XX

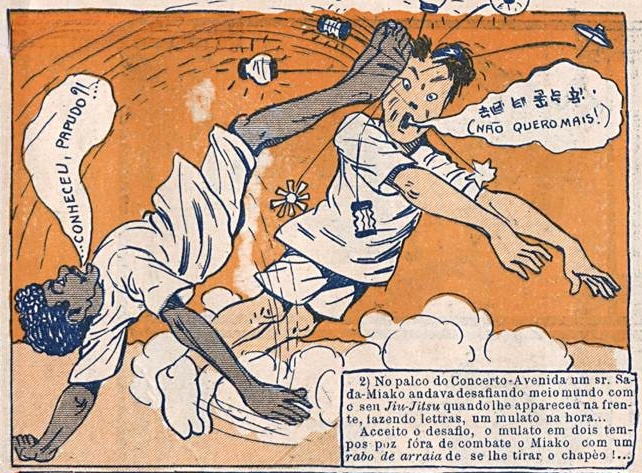
Ciriaco vs Sada Miyako em quadrinho de Alfredo Storni, revista O Malho nº 347 (8 de maio de 1909)

- 1907 - Edição do livreto apócrifo: Guia do Capoeira ou Gymnástica Brasileira. Nele as iniciais "O.D.C." que significam: ofereço, dedico e consagro.
- 1909 - Luta do capoeirista Ciríaco, contra o lutador de jiu-jitsu Sada Miyako. Este evento ocorreu através de alvará autorizado pela polícia, dentro do contexto da luta brasileira.

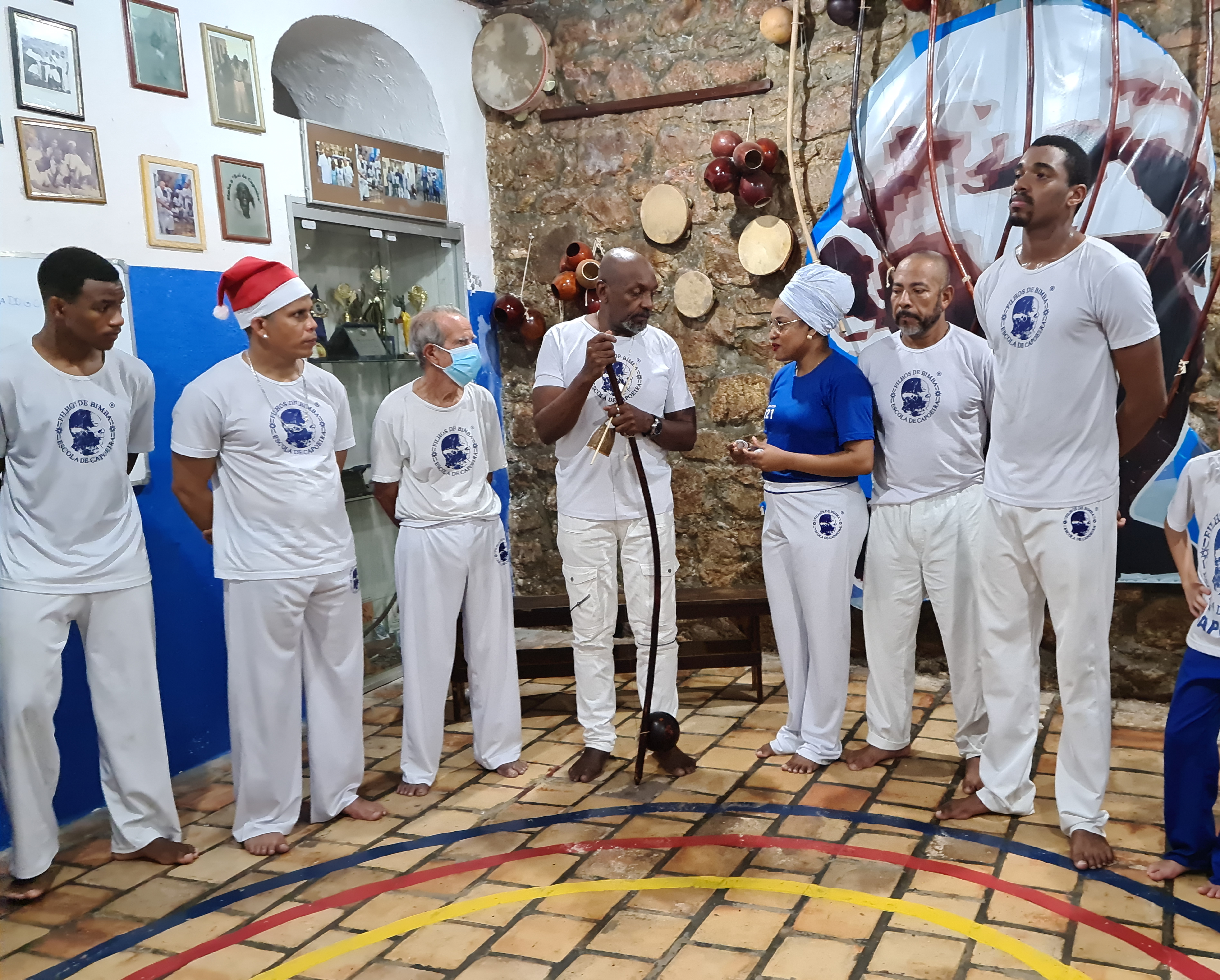
Grupo de Mestre Bimba em 2022

- 1928 - Surge no Rio de Janeiro o primeiro Código Desportivo de Capoeira sobre o nome de Gymnástica Nacional (Capoeiragem) Methodizada e Regrada. Este trabalho, de autoria de Aníbal Burlamaqui (Zuma), trouxe uma nomenclatura ilustrada de golpes e contragolpes, área de competição, regulamento de competição, critérios de formação de árbitros, fundamentos históricos, uniformes e outras informações.Grupo de Mestre Bimba em 20221932 - Mestre Bimba funda a primeira academia oficial de capoeira.
- 1933 - Fundação em 5 de novembro, por intervenção de Aníbal Burlamaqui do Departamento de Luta Brasileira (Capoeiragem) da Federação Carioca de Boxe.
- 1936 - Em 13 de março o jornal A Gazeta da Bahia trouxe um depoimento de Manuel dos Reis Machado (Mestre Bimba) afirmando que "a polícia regulamentará estas exibições de capoeiras de acordo com a obra de Aníbal Burlamaqui (Zuma) editada em 1928".
  - Fundação do Departamento de Luta Brasileira (Capoeiragem) da Federação Paulista de Pugilismo, em 4 de novembro, por influência da Aníbal Burlamaqui.
- 1937 - Mestre Bimba funda o Centro de Cultura Física e Luta Regional, através do Alvará n° 111, da Secretaria da Educação, Saúde e Assistência de Salvador. Enfocando seu trabalho no campo esportivo, obtém aceitação social, passando a ensinar para as elites econômicas, políticas, militares e universitárias.
- 1940 - Decreto 2848. Instituiu o novo Código Penal Brasileiro. No mesmo não é citada a capoeira. A partir desta data o uso da palavra "capoeira" foi liberado.
- 1941 - Decreto 3.199 assinado pelo presidente Getúlio Vargas, o qual estabeleceu as bases da organização dos desportos no Brasil. Através do mesmo foi constituída a Confederação Brasileira de Pugilismo que já na fundação teve o Departamento Nacional de Luta Brasileira (Capoeiragem), que foi o embrião da Confederação Brasileira de Capoeira. Este foi o primeiro reconhecimento desportivo oficial da modalidade.
  - Mestre Pastinha funda a primeira academia oficial de capoeira de Angola.
- 1945 - Dando prosseguimento ao Projeto da Ginástica Nacional, o Prof. Inezil Penna Marinho publica o livro: Subsídios para o Estudo da Metodologia do Treinamento da Capoeiragem. Esta obra também foi inspirada em Aníbal Burlamaqui.
- 1949 - Mestre Bimba leva alguns alunos a São Paulo para competir com outras lutas. Na década de 1950, Mestre Bimba viajou vários estados apresentando a capoeira. Começa a expansão da capoeira baiana pelo território brasileiro.
- 1952 - Fundação do Centro Esportivo de Capoeira Angola, em Salvador, celebrizado por ter à frente o Mestre Vicente Ferreira Pastinha. Seu enfoque é eminentemente esportivo e civilizador da capoeira.
- 1953 - O Conselho Nacional de Desportos expede a Resolução 071, estabelecendo critérios para a prática desportiva da capoeira. Este foi o segundo reconhecimento desportivo oficial.
  - Em Salvador, Mestre Bimba e seu alunos se apresentam no Palácio do Governo para o governador da Bahia Régis Pacheco e o presidente da República Getúlio Vargas. Getúlio teria dito então: "a única colaboração autenticamente brasileira à educação física, devendo ser considerada a nossa luta nacional".
- 1966 - Participação dos representantes da chamada capoeira angola, sob a liderança de Mestre Pastinha, no Primeiro Festival de Artes Negras de Dakar. A capoeira começa a expandir para o mundo. A delegação brasileira volta do Senegal afirmando que não existia capoeira na África. Passam então a reivindicar uma posição nacional, afirmando que a "capoeira angola" é a verdadeira luta brasileira.
- 1967 - A Força Aérea Brasileira organizou o Primeiro Congresso Nacional de Capoeira.
- 1969 - A Força Aérea Brasileira organizou o Segundo Congresso Nacional de Capoeira.
- 1972 - Terceiro reconhecimento oficial da capoeira como uma modalidade desportiva, por ato do Conselho Nacional de Desportos. Inicia-se a fundação das Federações Estaduais de Capoeira, sob a jurisdição do Departamento Nacional de Capoeira da Confederação Brasileira de Pugilismo.
- 1974 - Mestre Bimba morre, no dia 5 de fevereiro, em Goiânia.
  - Em 14 de julho de 1974 os Senhores  Comendador Airton Neves Moura (in memorian), Mestre Mello (in memorian), Profº Mestre Gladson de Oliveira Silva, Mestre Edson Luiz Polim, Mestre Djamir Pinatti e Mestre Jose Andrade fundam a Federação Paulista de Capoeira também denominada F.P.C. e ligada à Confederação Brasileira de Pugilismo, sendo a primeira no mundo, e tendo como atual Presidente o Prof° Mestre Hermes Soares dos Santos.
- 1975 - Realização do Primeiro Campeonato Brasileiro de Capoeira por intermédio da Federação Paulista de Capoeira.
- 1981 - O professor Inezil Pena Marinho apresenta o Projeto Técnico-Científico da Ginástica Brasileira, inspirada na capoeira, ao Congresso Mundial da Associação Internacional de Escolas Superiores de Educação Física.
  - Mestre Pastinha morre, em 13 de novembro.
- 1982 - Realização do Primeiro Campeonato Mundial São Paulo X EUA por intermédio da Federação Paulista de Capoeira.
- 1985 - Realização do Primeiro Festival Folclórico Brasileiro de Capoeira por intermédio da Federação Paulista de Capoeira.
  - - 3 de Agosto: Dia do Capoeirista, em São Paulo, pelo Governador Franco Montoro, Lei nº 4.649, de 7 de Agosto de 1985.
- 1992 - Fundação da Confederação Brasileira de Capoeira através do desmembramento do Departamento Nacional de Luta Brasileira (Capoeira) da Confederação Brasileira de Pugilismo.
- 1993 - Realização do Primeiro Congresso Técnico Nacional de Capoeira, ocorrido na cidade de Guarulhos - SP. Objetivo: padronização de procedimentos técnicos, culturais, desportivos e administrativos.
  - Primeiro Seminário Técnico de Elaboração do Regulamento Nacional de Capoeira, ocorrido, na cidade de Salvador.
- 1995 - Reconhecimento da capoeira e vinculação da Confederação Brasileira de Capoeira ao Comitê Olímpico Brasileiro.
- 1997 - Homologação do Superior Tribunal de Justiça Desportiva da Capoeira pela Ordem dos Advogados do Brasil.
  - Organização do Segundo Congresso Técnico Nacional de Capoeira. Avanço nas padronizações técnicas e desportivas.
- 1999 - Realização do Terceiro Congresso Técnico Nacional de Capoeira e Primeiro Congresso Técnico Internacional de Capoeira, na cidade de São Paulo. Aprofundamento das padronizações técnicas e difusão para o exterior.
  - Fundação da Federação Internacional de Capoeira, em São Paulo.
  - Fundação da Associação Brasileira de Árbitros de Capoeira, em São Paulo.

### Século XXI
- 2000 - Fundação da Associação Brasileira de Capoeira Especial e Adaptada para a divulgação e prática da capoeira entre portadores de deficiências.
- 2003 - Primeiro Congresso Brasileiro de Capoeira - São Paulo - Brasil.
  - 9 de Janeiro - Lei 10.639/03 - estabelece a obrigatoriedade do ensino de "Capoeira" dentro das disciplinas que já fazem parte das grades curriculares dos ensinos fundamental e médio. Também estabelece o dia 20 de novembro como o Dia da Consciência Negra no calendário escolar.
- 2008 - A roda de capoeira foi registrada como bem já registrado, em 20 de novembro de 2008, pelo Departamento de Patrimônio Imaterial Cultural do IPHAN, utilizando material da Tese de Doutorado do Prof. Dr. Sergio Vieira.
  - O ofício dos mestres de capoeira foi registrado em 20 de novembro de 2008, pelo Departamento de Patrimônio Imaterial Cultural do IPHAN, utilizando material da Tese de Doutorado do Prof. Dr. Sergio Vieira..
  - Primeiro Campeonato Mundial de Capoeira - FICA - dias 2, 3 e 4 de fevereiro de 2008 no Ginásio de Esportes Nelson Rueger na Cidade de Araras - SP - Brasil.
- 2009 - Primeira Convenção Internacional de Capoeira - 4 e 5 de julho de 2009, Baku, Azerbaijão.
  - 23 de novembro - Dia da Capoeira. O Governador Sergio Cabral promulga o dia da capoeira no estado do Rio de Janeiro.
- 2010 - Lei 12.288, promulgada em pelo então presidente Luiz Inácio Lula da Silva, sendo um conjunto de regras e princípios jurídicos que visam a coibir a discriminação racial e a estabelecer políticas para diminuir a desigualdade social existente entre os diferentes grupos raciais.
- 2010 - Fundação da Federação Fluminense de Capoeira Desportiva - CNPJ: 13.046.043/0001-50, 5 de junho de 2010.
  - Fundação da Confederação Brasileira de Capoeira Desportiva- 7 de novembro de 2010, em Araras - São Paulo, CNPJ: 13.253.744/0001-60 - Filiada na Federação Internacional de Capoeira.
  - Fundação da Confederação Panamericana de Capoeira Desportiva- 7 de novembro, em Araras, São Paulo.
  - 29 de outubro de 2010 - A FICA foi apresentada oficialmente em primeira estância ao COI, na entidade SportAccord – Lausana Suíça. Conseguindo o documento “Meeting FICA-SportAccord” - Certificado de Reconhecimento.
- 2014 - A capoeira se tornou a quinta manifestação cultural brasileira reconhecida pela Unesco como Patrimônio Cultural Imaterial da Humanidade. Título deve ajudar a preservar a prática não só no Brasil, mas também no mundo.
- 2017 - A nova Base Nacional Comum Curricular brasileira (BNCC), inclui a Capoeira em diversas áreas do saber, garantindo a pesquisa e a vivência da "arte-cultura-esporte" para o ensino fundamental de todas as escolas do Brasil, sub-dividido em diversas unidades temáticas: Brincadeira e Jogos; Esportes; Ginásticas; Danças; Lutas e Esportes de Aventura, experimentação e fruição das lutas, vivência das estratégias básicas das mesmas, problematização de preconceitos e estereótipos de gênero, sociais e étnicoraciais destaca-se a que discute as características (códigos, rituais, elementos técnicos-táticos, indumentárias, materiais, instalações e instituições), Lutas do Contexto Comunitário e Regional.
- 2018 - Centenário da Luta Regional Baiana